# Antoine Beauvilliers
Antoine Beauvilliers (1754 – Parigi, 31 gennaio 1817) è stato uno scrittore, cuoco e ristoratore francese ricordato per aver aperto, negli anni ottanta del Settecento, La Grande Taverne de Londres di Parigi, precursore dei moderni ristoranti, e per aver scritto il libro di cucina L'Art du Cuisinier (1814).

## Biografia
Beauvilliers nacque nel 1754. Coltivò esperienza in cucina, lavorando al servizio di Luigi Giuseppe di Borbone-Condé e come capo-cuoco di conte di Provenza (il futuro re Luigi XVIII) prima di inaugurare, a Parigi, la Grande Taverne de Londres. Le fonti non concordano sulla data di fondazione del locale, che viene fatta risalire a un periodo compreso tra il 1782 e il 1786. La Taverne, con i suoi tavoli divisi e apparecchiati e l'eleganza degli interni, delle stoviglie e del personale, si figura come l'antesignano del ristorante moderno ed era rivolta a nobili e individui di alto rango. Il suo successo  rese Beauvilliers oggetto di ammirazione ed elogi tra i suoi contemporanei, tra cui Anthelme Brillat-Savarin. Il ristorante chiuderà i battenti nel 1825.
Nel 1814, pochi anni prima di morire, Beauvilliers pubblicò il libro di successo L'Art du Cuisinier. L'opera è custodita nella Biblioteca del Congresso di Washington.
Beauvilliers morì nel 1817 e fu sepolto al cimitero di Père-Lachaise.

## Opere
- L'Art du Cuisinier, 1814